# Leuvense universiteiten

Wapen van de oude universiteit Leuven.

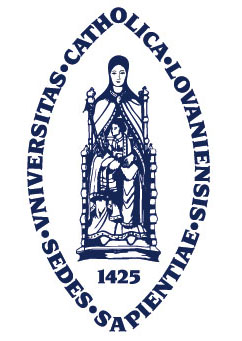
Neogotische zegel, geschapt in 1909, van de Katholieke Universiteit Leuven.

De Belgische stad Leuven in het voormalige hertogdom Brabant heeft sinds 1425 bijna onafgebroken een universitaire aanwezigheid gekend, met uitzondering van de jaren 1797-1817:
- 1425: De universiteit van Leuven (1425-1797), Studium Generale Lovaniense of Studiorum Universitas Lovaniensis, werd opgericht door hertog Jan IV van Brabant, gesteund door zijn raadgevers Engelbert van Nassau en Edmund van Dynter,[1] met de toestemming van paus Martinus V. Bij wet van 15 september 1793 werd tot afschaffing van alle colleges en universiteiten van de Franse Republiek beslist en door een decreet van het Dijledepartement van 25 oktober 1797 werd de afschaffingswet uit 1793 van toepassing op de Leuvense universiteit.

- 1817: de Rijksuniversiteit Leuven was een 'liberale', neutrale en grotendeels niet-confessionele universiteit, opgericht door de burgerlijke overheid. Een aantal hoogleraars waren verbonden geweest aan de voormalige Universiteit van Leuven, die in 1797 was opgeheven. De Rijksuniversiteit werd bij de wet afgeschaft in 1835.

- 1835: de Katholieke Universiteit van Mechelen vestigde zich in Leuven en nam de naam aan van Katholieke Universiteit Leuven. De leiding bestond oorspronkelijk uit geestelijken, onder de directe leiding van de Belgische bisschoppen.

- 1969: De Katholieke Universiteit Leuven werd gesplitst in twee afzonderlijke universiteiten, die beide de rechtsopvolgers zijn van de universiteit waaruit ze voortkomen: de Katholieke Universiteit Leuven, gevestigd in Leuven, en de Université catholique de Louvain, gevestigd in Louvain-la-Neuve en Sint-Lambrechts-Woluwe.

De drie hoger vernoemde universiteiten hebben geen onderlinge strikt juridische band.
- 1981: de Evangelische Theologische Faculteit Leuven.

## Morele continuïteit
De historici van de katholieke universiteiten van Leuven en van Louvain-la-Neuve hebben het geloof en de overtuiging, gebaseerd op verschillende argumenten, dat ze de morele opvolgers zijn van de universiteit uit het ancien régime.
Onder meer de KU Leuven beschouwt zich dus als de voortzetting en belichaming van de in stichting middeleeuwse universiteit. Dat hierin tijdens de revolutietijd een hiaat is ontstaan, is een lot dat Leuven deelt met enkele Europese universiteiten (met uitzondering van de oude academies in het Verenigd Koninkrijk en nog andere Staten in Europa). Geen van deze universiteiten heeft haar oorspronkelijke structuur behouden. Dit belet niet dat ze zich allemaal beroepen op een stichting in de middeleeuwen of in de nieuwe tijd. Zo beroepen de verschillende universiteiten die zijn voortgekomen uit de Parijse Sorbonne zich alle op een traditie van acht eeuwen universitaire vorming.
Voor wat Leuven betreft is er nog een tweede continuïteit aan te wijzen met de oude alma mater. De universiteit uit de middeleeuwen dankte haar ontstaan aan een pauselijke beslissing. De nieuwe instelling werd in 1834 eveneens, op vraag van de Belgische bisschoppen, door paus Gregorius XVI toegestaan. De universiteiten onder het ancien régime hadden alle een confessionele stempel. In tegenstelling tot de meeste, die na de revolutiejaren een neutrale overheidsinstelling werden, is Leuven in naam, bestuursvorm en reglementen een confessionele instelling gebleven. Naar kerkelijke opvatting was daarbij, ondanks de drie decennia onderbreking, ook in rechte geen verjaring ingetreden en was de Katholieke Universiteit van 1834 de rechtmatige en directe voortzetting en belichaming van de in 1797 opgeheven universiteit.